# Камышинский (хутор)
Камышинский — хутор в Иловлинском районе Волгоградской области России. Входит в состав Сиротинского сельского поселения. Население 271 чел. (2010), из них турки	32 %, русские 28 % (2002) .

## История
В соответствии с Законом Волгоградской области от 14 марта 2005 года № 1027-ОД «Об установлении границ и наделении статусом Иловлинского района и муниципальных образований в его составе», хутор вошёл в состав образованного Сиротинского сельского поселения.

## География
Расположен в центральной части региона, в степной зоне, в междуречье рек Дон, Иловля и Волга на Донской гряде в южной части Приволжской возвышенности, на р. Камышинка. Разбит хутор на 4 обособленных квартала.
Уличная сеть состоит из четырёх географических объектов: ул. Подгорная, ул. Почтовая, ул. Родниковая, ул. Шоссейная.
Абсолютная высота 106 метров над уровнем моря.

## Население
| 2010 |
| ---- |
| 271  |

Гендерный состав
По данным Всероссийской переписи населения 2010 года в гендерной структуре населения из 271 человек мужчин — 135, женщин — 136 (49,8 и 50,2 % соответственно).
Национальный состав
Согласно результатам переписи 2002 года, в национальной структуре населения
турки	составляли 32 %, русские 28 % из общей численности населения в 263 чел..

## Инфраструктура
Почтовое отделение КАМЫШИНСКИЙ (на ул. Почтовая, 6).
Начальная школа (МКОУ Камышинская НОШ).
Ведётся газификация хутора. Строительство газопровода в х. Камышинский, автономной котельной НОШ включено в областную целевую программу «Газификация Волгоградской области на 2013—2017 годы»

## Транспорт
Хутор стоит на автодороге межмуниципального значения «Новогригорьевская — Старогригорьевская — Камышинский — Сиротинская» (идентификационный номер 18 ОП МЗ 18Н-41).
Остановка «Камышинский».
Просёлочные дороги.